# شوالیه (فیلم ۱۹۸۰)
شوالیه (لهستانی: Rycerz) یک فیلم فانتزی شاعرانهٔ لهستانی است که در سال ۱۹۸۰ منتشر شد. فیلم دربارهٔ تلاش یک شوالیه برای یافتن یک چنگ افسانه‌ای با سیم‌های زرین در قرون وسطی است.

## گزیدهٔ بازیگران
- پیوتر اسکارگا
- دانیل اولبریخسکی
- پیوتر ماخالیتسا
- یان فریچ